# Амелија (Терни)
Амелија (итал. Amelia) је насеље у Италији у округу Терни, региону Умбрија.
Према процени из 2011. у насељу је живело 5537 становника. Насеље се налази на надморској висини од 328 м.

## Становништво
Према резултатима пописа становништва 2011. у општини је живело 11.781 становника.
| 1936.  | 1951.  | 1961.  | 1971.  | 1981.  | 1991.  | 2001.  | 2011.  |
| ------ | ------ | ------ | ------ | ------ | ------ | ------ | ------ |
| 11.055 | 11.917 | 11.336 | 10.710 | 10.987 | 11.207 | 11.073 | 11.781 |

## Партнерски градови
- Чивитавекија
- Joigny
- Stylida Municipality